# Bruno Dumont
Bruno Dumont, född 14 mars 1958 i Bailleul i departementet Nord, är en fransk filmregissör.

## Stil
Bruno Dumont har sin bakgrund som lärare i filosofi. Han slog igenom internationellt med sin långfilmsdebut, Jesu liv från 1996, som tilldelades Jean Vigo-priset. Dumonts filmer utmärker sig med sina avskalade, kyliga och ibland brutala skildringar av framförallt norra Frankrike, samt med ett flitigt anlitande av icke-professionella skådespelare. Ämnen som avhandlats är bland annat våld, sexualitet och religiös fanatism. Flera av filmerna har mottagit priser i huvudtävlan vid filmfestivalen i Cannes.
Dumont hör till de filmare som kritiker givit epitetet "den nya franska extremiteten". Detta syftar på en trend av gränsöverskridande gestaltningar som tog fart runt millennieskiftet. Termen har använts av kritiker som James Quandt och Jonathan Romney, som därigenom hävdat ett konstnärligt släktskap mellan Dumont och filmare som Gaspar Noé, Catherine Breillat och Bertrand Bonello. Termen var ursprungligen menad som nedsättande; filmarna anklagades för ytlighet; men har även använts i uppskattande ordalag.

## Filmografi
- 1996 – Jesu liv (La vie de Jésus)
- 1999 – Mänsklighet (L'Humanité)
- 2003 – Twentynine Palms
- 2006 – Flandern (Flandres)
- 2009 – Hadewijch
- 2011 – Hors Satan
- 2013 – Camille Claudel 1915
- 2014 – Li'l Quinquin (miniserie i fyra avsnitt)
- 2016 – Mysteriet i Slack Bay
- 2017 – Jeannette: Jeanne d’Arcs barndom
- 2019 – Jeanne
- 2024 – Imperiet